# 圣日耳曼莱韦尔涅
圣日耳曼莱韦尔涅（法語：Saint-Germain-les-Vergnes，法語發音：[sɛ̃ ʒɛʁmɛ̃ le vɛʁɲ]）是法国科雷兹省的一个市镇，属于蒂勒区。

## 地理
圣日耳曼莱韦尔涅（45°16'25"N, 1°38'6"E）面积19.15 平方千米，位于法国新阿基坦大区科雷兹省，该省份为法国中南部省份，北起上维埃纳省和克勒兹省，西接多爾多涅省，南至洛特省，东临多姆山省和康塔爾省。
与圣日耳曼莱韦尔涅接壤的市镇（或旧市镇、城区）包括：尚泰克斯、法瓦尔、萨德罗克、圣费雷奥勒、圣伊莱尔佩鲁、圣梅克桑、圣帕尔杜-洛尔蒂日耶。
圣日耳曼莱韦尔涅的时区为UTC+01:00、UTC+02:00（夏令时）。

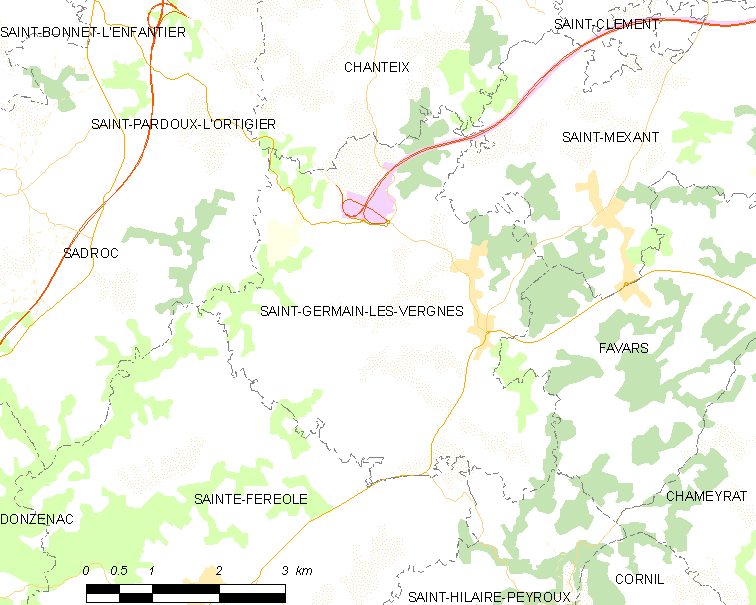
圣日耳曼莱韦尔涅的OSM定位图

## 行政
圣日耳曼莱韦尔涅的邮政编码为19330，INSEE市镇编码为19207。

## 政治
圣日耳曼莱韦尔涅所属的省级选区为纳沃县。

## 人口

1962-2008年间圣日耳曼莱韦尔涅人口变化图示

圣日耳曼莱韦尔涅于2022年1月1日时的人口数量为1149人。